# Port lotniczy Yendi
Port lotniczy Yendi – port lotniczy zlokalizowany w ghańskim mieście Yendi. Obsługuje połączenia lotnicze ze stolicą – Akrą.